# Michel Mutombo-Cartier
Michel Mutombo-Cartier est une figure de l'audiovisuel francophone à la croisée du journalisme, de la production, du casting et de la direction d'entreprise. Né en France et originaire de la République démocratique du Congo, il occupe actuellement le poste de directeur général des chaînes A+ et A+ Ivoire du groupe Canal+ depuis 2021. 
Son parcours débute en France dans le journalisme et la production télévisée, avant de prendre un tournant décisif en 2014 lorsqu’il rejoint le groupe Canal+ pour accompagner le lancement de la chaîne panafricaine A+. 
Directeur des productions à cette époque, il joue un rôle clé dans le développement de contenus emblématiques à destination du public africain, en supervisant des programmes à succès tels que Island Africa Talent, Koiffure Kitoko, Les coups de la vie ou Charles Ornel.

## Biographie
Michel Mutombo-Cartier né le 4 juin 1967 dans le XVIè arrondissement de Paris et continue de grandir en région parisienne au sein d'une grande fratrie. 
Il obtient son baccalauréat en 1987 et poursuit des études en marketing et technique de commercialisation, à l'Institut universitaire de technologie de Saint-Denis, d'où il obtient un DUT en 1989. 
L'année suivante, il intègre la première promotion de l'Institut Supérieur de Marketing du Luxe à Paris, où il a obtenu un master en 1992.
En 1997, il découvre pour la première fois la terre de ses ancêtres, la République Démocratique du Congo, puis y retourne l’année suivante. Ce sera le début de fréquents allers-retours..

## Carrière professionnelle
Michel entame sa carrière derrière la caméra auprès de Nagui pour des émissions télévisées comme "Que le meilleur gagne" et "N’oubliez pas votre brosse à dents" où il occupe le poste d'auteur et enquêteur.
Quelque temps plus tard, il est recruté par Coyote Conseils au poste de directeur adjoint de la rédaction pour l'émission télévisée "Combien ça coûte" présentée par Jean-Pierre Pernaut sur TF1,,.
En 2014, il intègre le groupe CANAL+ en 2014 en tant de Directeur des productions à l’occasion du lancement de la nouvelle la chaîne panafricaine A+. 

## Réalisations
Michel est un professionnel de l’audiovisuel très actif sur le continent africain. Avant de rejoindre le groupe CANAL+ en 2014, il participe à la production d’émissions diffusées sur plusieurs chaînes congolaises locales, telles que la téléréalité congolaise Miss Vodacom, Castel Live Opéra et Primuzik.
En 2019, il est chargé du lancement de la chaîne A+ Ivoire, avec des formats innovants conçus et produits en Côte d’Ivoire, parmi lesquels On se dit les Gbê, Défends tes 50 000 et Esprit Zouglou, qui rencontrent un large succès auprès du public.
Depuis 2021, il est nommé directeur général des chaînes A+ et A+ Ivoire, avec pour objectif de promouvoir les cultures ivoiriennes et africaines à travers des fictions et des programmes de divertissement. Les coproductions diffusées incluent notamment Les coups de la vie avec près de 580 épisodes, La bataille des chéries, La dernière voix, Charles Ornel et Les Nounous. Des programmes addictifs très appréciés par l'audience.

## Vie privée
En 1992, il rencontre Nina, créatrice de mode, qui deviendra son épouse quatre ans plus tard. De leur union naît leur première fille en 1997, puis la seconde en 2001 et la dernière en 2010. Ensemble, ils forment une famille unie, curieuse de la découverte du monde et souvent en voyage.